# Корнгольд Станіслав
Корнгольд Станіслав Генріхович (1884, Київ - ) – член Української Центральної Ради від Поалей Ціон.
Народився у сім’ї купця першої гільдії. Навчався у Київському університеті.
З 1904 року – член партії Поалей-Ціон. У 1908 р. відбув покарання у вигляді адміністративного арешту за політичну діяльність.

У 1917 році обраний членом Української Центральної Ради від Поалей Ціон.
Після революції працював юристконсультом заводу «Ленінська кузня». Арештований 8 лютого 1938 року. 8 жовтня 1938 року розстріляний.
Дружина – Віра Самойлівна (1890-1942). Донька – Інна (Регіна) (1921, Київ - ?, Мукачеве)